# بیمارستان سنت ماری (لندن)
بیمارستان سنت ماری (به انگلیسی: St Mary's Hospital) یک بیمارستان سرویس سلامت همگانی در ناحیه پدینگتون، در شهر وست‌مینستر، لندن است که در سال ۱۸۴۵ تأسیس شد. از زمانی که اولین مرکز علوم بهداشتی آکادمیک در سال ۲۰۰۸، در انگلستان ایجاد شد، تحت نظر تولیت سرویس سلامت همگانی مراقبت‌های پزشکی امپریال کالج اداره می‌شود که همچنین بیمارستان چرینگ کراس، بیمارستان همرسمیت، بیمارستان کوئین شارلوت و چلسی و بیمارستان چشم وسترن را مدیریت می‌کند.
این بیمارستان تا سال ۱۹۸۸، دانشکده پزشکی بیمارستان سنت مری را اداره می‌کرد که بخشی از دانشگاه فدرال لندن است. در سال ۱۹۸۸ با امپریال کالج لندن ادغام شد و سپس در سال ۱۹۹۷ با دانشکده پزشکی چرینگ کراس و وست مینستر ادغام گردید که در نتیجه دانشکده پزشکی امپریال کالج شکل گرفت. در سال ۲۰۰۷، امپریال کالج با منفک شدن از دانشگاه لندن، به یک مؤسسه مستقل تبدیل شد.